# Gegants Nous de la Plaça Nova
Els gegants nous de Sant Roc de la Plaça Nova, anomenats Roc i Laia, els són uns gegants tradicionals i clàssics, de figuració romana, diferents dels que solem trobar avui. Representen senyors de la muralla romana de Barcelona i figura que són de la ciutat occitana de Montpeller, on va néixer sant Roc.
La parella és l'amfitriona de les festes de la Plaça Nova, que se celebren al voltant del dia de Sant Roc. Són unes festes tradicionals que s'han fet ininterrompudament des del 1589.
Les figures són una rèplica dels Gegants vells de la Plaça Nova, que són del 1906. S'encarregaren el 1992 a l'imatger Manuel Casserras i Boix amb l'objectiu de conservar els vells, que des d'aleshores són a la Casa dels Entremesos i només surten per Sant Roc. La geganta també surt a la processó de les Laies, el 12 de febrer.
Els nous gegants van vestits igual que els antics, amb un disseny d'Antoni P. de Rigau del 1955. La diferència principal respecte dels vells, a banda que són força més grans, és que en Roc porta una porra —com quan es va estrenar, el 1906— i la Laia porta una diadema de metall amb pedreria, mentre que la corona de la geganta vella era part de l'escultura.
Els gegants de la Plaça Nova tenen ball propi des del 1984: el ball de Santa Eulàlia, una melodia anònima del segle xviii. Abans sortien juntament amb un timbaler, però actualment els acompanyen els grallers de la Pessigolla.
En Roc i la Laia són unes figures amb un aspecte clàssic i seriós que permet de trobar-les a qualsevol seguici, cercavila o processó. La seva trajectòria inclou actuacions ben nombroses i variades, tant a Barcelona, com a tot Catalunya, a Catalunya Nord, al País Valencià, a Andorra, a Occitània, a França o fins i tot al Japó.